# De Poezenboot (Amsterdam)

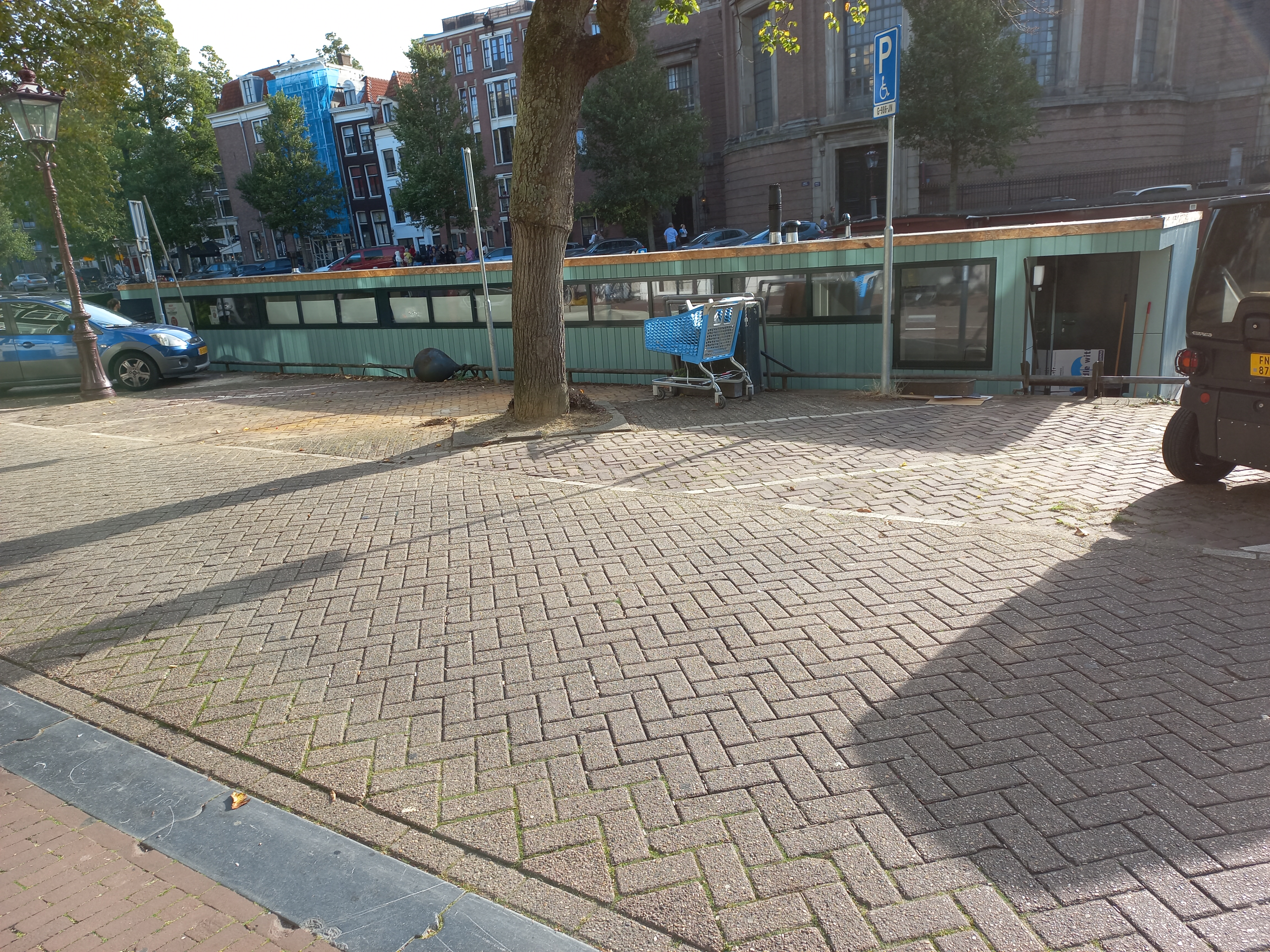
De Poezenboot aan het Singel (oktober 2023)

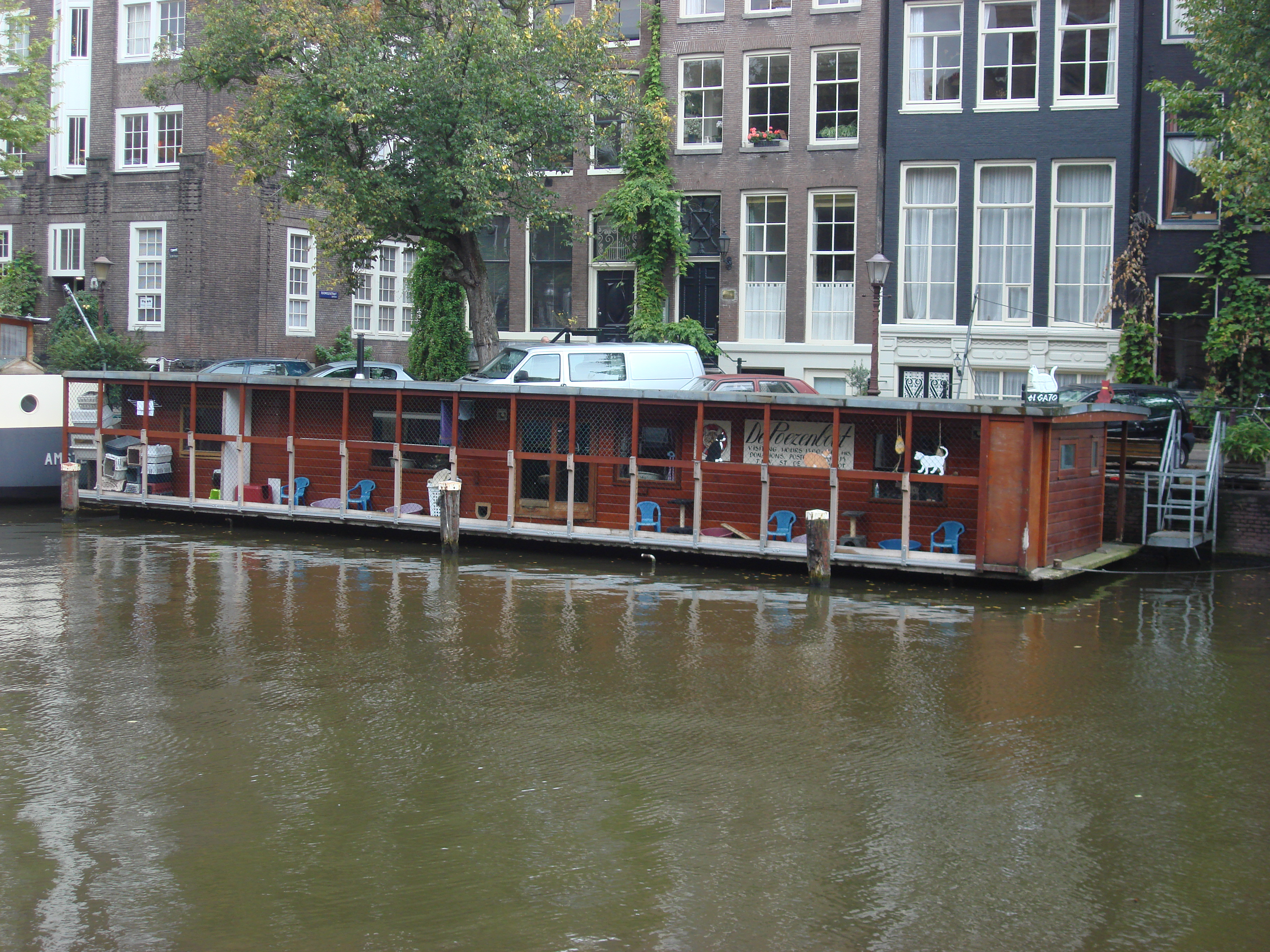
De Poezenboot (2008)

De Poezenboot is een Amsterdams dierenasiel voor katten. Het bevindt zich op een woonboot op de Singel. De Poezenboot vangt zwerfkatten op en herplaatst deze. Een aantal van de katten loopt vrij rond op de boot, die voor bezoekers toegankelijk is. Op piekmomenten huisvest de Poezenboot zo'n 60 katten.

## Geschiedenis
De Poezenboot werd in 1968 geopend door Henriëtte van Weelde (1915-2005), die sinds 1966 een groeiend aantal katten opving in haar daarvoor te klein wordende huis. De eerste boot heette de Tjalk en in 1971 werd enige tijd een tweede boot in bedrijf genomen. De Tjalk werd in 1979 vervangen door de Ark, die speciaal gebouwd werd voor de opvang van katten. De Stichting de Poezenboot werd opgericht op 3 juni 1987. De Ark werd gerenoveerd in 2002.
Het werk van Van Weelde wordt voortgezet door vrijwilligers onder leiding van Judith, een vriendin van Van Weelde. De boot wordt mede gefinancierd door de verkoop van T-shirts die zijn ontworpen door Tatum Dagelet en worden gepromoot door Georgina Verbaan.
In 2023 was de boot (met name het casco) versleten en werd er middels een crowdfundingactie geld bijeengebracht voor een nieuwe boot. De nieuwe boot werd eind september 2023 aangemeerd. 